# Praia de Ipanema (Porto Alegre)
Trecho da Praia de Ipanema
A Praia de Ipanema é uma praia localizada no bairro homônimo, na Zona Sul de Porto Alegre, Rio Grande do Sul. 
A praia lacustre, banhada pelo Lago Guaíba, atualmente é imprópria para banho, por razões de saúde pública, uma vez que os índices de coliformes fecais se apresentam muito acima dos limites indicados como seguros.

## Galeria

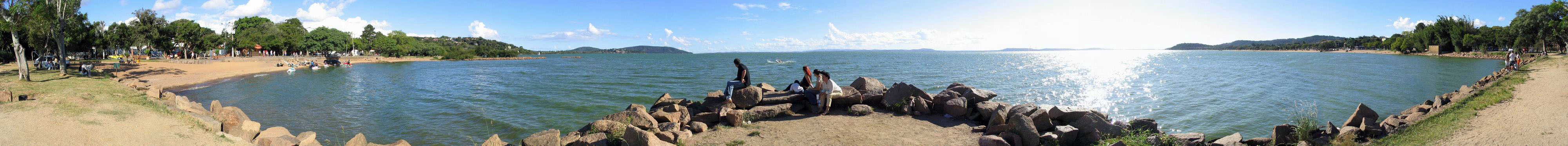
Foto panorâmica da Praia de Ipanema